# O’Gorman Rocks
Die O’Gorman Rocks sind zwei kleine Felseninseln vor der Ingrid-Christensen-Küste des ostantarktischen Prinzessin-Elisabeth-Lands. Sie liegen 800 m südlich von Trigwell Island jenseits der Vestfoldberge.
Luftaufnahmen der Australian National Antarctic Research Expeditions aus den Jahren 1957 und 1958 dienten ihrer Kartierung. Das Antarctic Names Committee of Australia benannte sie 1961 nach Michael O’Gorman, Wetterbeobachter auf der Davis-Station im Jahr 1959.